# Songbird Island
Songbird Island ist eine unbewohnte Flussinsel des Yakima River im Benton County im US-Bundesstaat Washington.

## Geographie
Die Insel hat einen Umfang von 1,6 Kilometern, eine maximale Nord-Süd-Ausdehnung von 370 Metern und eine maximale Ost-West-Ausdehnung von 230 Metern.
Sie liegt 3,75 Kilometer entfernt vom südlich gelegenen Benton City. In einer Entfernung von eineinhalb Kilometern verläuft im Westen die „Washington State Road 225“. Östlich der Insel verläuft die „N Demoss Road“.

## Demografie
Songbird Island ist nicht bewohnt und nicht vom US-Zensus erfasst. 